# セントルイス・アスレティカ
セントルイス・アスレティカ (Saint Louis Athletica) はアメリカ合衆国ミズーリ州フェントン (Fenton)を本拠地としていたプロフェッショナルの女子サッカークラブである。WPS所属。
クラブオーナーのジェフ・クーパーが会長を務めるセントルイス・サッカー・ユナイテッド (SLSU) の一部門である。SLSUには他に北米サッカーリーグ所属の男子プロフェッショナルサッカークラブであるACセントルイス (AC St. Louis) と、セントルイス全域にまたがるユースサッカーリーグが所属している。

## 歴史

### 2006-2008: WPSへの参入決定とクラブの誕生
2006年にアメリカ女子プロサッカーの設立および参入予定クラブの所在地について公表され、セントルイスは最初に発表された6クラブ/都市のひとつとして発表された。
2008年8月26日、当時サッカーブラジル女子代表監督をつとめていたジョルジェ・バルセロスが新クラブのヘッドコーチに就任予定であると発表された。当時クラブの会長に就任予定 (後正式に就任) であったジェフ・クーパーが会長を務めるセントルイス・サッカー・ユナイテッドでは、サッカー専用スタジアムの建設を計画していたが、セントルイスがWPS参入予定クラブ所在地のひとつとして発表された際に建設を始めることになっていた。 
2008年9月11日、オンライン動画にてクラブの正式名称と、クラブのエンブレムが発表された。名称およびエンブレムは同年11月25日に新しいものに改められ、ここで「セントルイス・アスレティカ」という名称が披露された。
同年9月16日には、アメリカ代表選手の割り当て作業が行われ、ティナ・エラートソン･ホープ・ソロ･ロリ・チャラプニーの3選手が入団予定であると発表された。
1週間後の9月24日には国際ドラフトが開催され、ダニエラ･ヘナタ・コスタ･ロッタ・シェリン･メリッサ・タンクレディの4選手を指名し、優先交渉権を得た (そのうちダニエラとタンクレディの2選手と契約した) 。また、ドラフト外でイングランド代表選手のエニオラ・アルーコ、ノルウェー代表選手のイングヴィル・ステンスラン、ブラジル代表のフランシエリ、スウェーデン代表のサラ・ラーションと交渉した (うちアルーコ、フランシエリ、ラーションとは契約に合意した) 。
10月6日には一般ドラフトが開催され、インディア・トロッター･アンジー・ウォズナク･ジョアンナ・ローマン･アマンダ・シナッリを指名し交渉権を得た (そしてウォズナクとシナッリと契約した) 。翌2009年1月に新卒選手･一般ドラフト対象外選手対象ドラフトが行われ、ケリー・ハンクス･キア・マクニール･ステファニー・ログターマン･エリーズ・ウェーバー･ニキ・クロス･ジリアン・ロイデン･リサ・ストイア･ミーガン・カーンズ･シェリー・グレイ･リディア・ヴァンデンバーグを指名、ヴァンデンバーグ以外の9選手と契約した。

### 2009: 参入初年度
2009年3月の開幕前の期間にプレシーズンマッチが開催されたが、セントルイスはミズーリ大学女子サッカー部およびノートルダム大学女子サッカー部との計2試合を行い、いずれの試合においても勝利したが、他のWPS所属クラブと試合をする機会を持たなかった。
このような状態で開幕を迎えることとなったセントルイスは、開幕節、第2節のいずれも完封負けをするというスタートを切った。第4節 (対戦相手: ワシントン・フリーダム) ではダニエラがシーズンの残り全てを棒に振る重傷を負った。
しかし第5節から最終節でセントルイスは10勝4分2敗の成績を挙げ、レギュラーシーズンをロサンゼルス・ソルに次ぐ2位の成績で終え、プレーオフ出場権を獲得した。レギュラーシーズンの成績によりプレーオフは準決勝からの出場となったが、プレーオフ1回戦で勝利したスカイ・ブルーFCに0-1で破れ、2009年度シーズンを終えた。

### 2009-2010: 初年度ポストシーズン
シーズン終了後にスウェーデンよりウメオIKダームフットボルを招いて開催された2009 WPSオールスターゲームでは、エラートソン、ソロ、チャラプニーが選出されて試合に出場した。アルーコは選出されたが、UEFA欧州女子選手権と日程が重複していたために出場を辞退した。また、表彰式において、ホープ・ソロが年間最優秀ゴールキーパー賞を受賞した。
2010年度よりアトランタ・ビートとフィラデルフィア・インディペンデンスの2クラブが新規に参入する事となり、既存7クラブから選手を分配するための拡張ドラフトが2009年9月15日に開催された結果、アトランタにアマンダ・シナッリとサラ・ラーションが指名され、両者は移籍のために退団した。2010年1月には一般ドラフトが開催され、クリスティーナ・ラーセンら7選手を指名し、契約した。
2月4日には、WPSからの撤退が決定したロサンゼルス・ソル所属選手を対象とした分配ドラフトが開催され、セントルイスにティナ・ディマーティノ･シャノン・ボックス･宮間あやの3選手が入団することとなった。
2010年シーズンを以て解散した。

## クラブ名称・チームカラー

### 名称
当初は正式なクラブ名称を持たず、ただ「セントルイス」とのみ発表されていた。2008年11月25日に名称が発表された。
SLSU公式サイトによると、愛称の「アスレティカ」 (Athletica) は形容詞の「アスレティック」 (athletic, 運動選手の、活発な、精力的ななど) が由来である。語尾を"a"とし、ラテン系言語の女性名詞の特性を持つ造語として作られた
。

### エンブレム
当初はセントルイス・サッカー・ユナイテッドのエンブレムと同じものが使用されていた。
中世の紋章に似せて作られ、セントルイス美術館 (Saint Louis Art Museum) 外にある聖ルイの銅像の姿をかたどった人物像が描かれた (聖ルイはゲートウェイ・アーチ (Gateway Arch) が建設されるまで、セントルイスの象徴として用いられていたシンボルであった) 。また、エンブレムには、セントルイスがフランスにルーツを持つ都市である事と、同市地域にて3本の河川が集束されている事を表すフルール・ド・リスが用いられた。濃い青と緑、灰色を用いて彩色されていた。
形とデザインはそのまま維持されたが、色はその後変更され、緑と陰影部分の灰色の2色のみに変更された。また、フルール・ド・リスの位置が2009年に変更され、エンブレムの下方に2つ置かれた。エンブレム中の人物像は、聖ルイから、左手に旗を持ち腰に剣を下げた騎馬のジャンヌ・ダルク像に置き換えられ、紋章の両脇にはそれぞれ横に伸びた枝のようなものが加えられた。
ジャンヌ・ダルクを用いた最新のエンブレムは2番目のものとは大きく変わった点はなかった。彩色面で濃い青が除去されたことと、人物像の持つ旗に (セントルイスを表す) "StL"の文字が加えられたこと、そしてエンブレム下方に"SAINT" "LOUIS" (下方左右) "ATHLETICA" (下方中央) と書かれた幕が加えられた点が異なる。

## ユニフォーム
セントルイスのユニフォームは、2009年2月24日にニューヨーク市内に、他のクラブのユニフォームとともに披露された。緑と灰色の2色使いのユニフォームであり、サプライヤーはPUMAであった。
ホームユニフォーム･アウェーユニフォームともに、ストッキングは灰色でパンツは灰色のストライプが両脇に入った緑である。シャツはホーム用が緑、アウェー用が灰色であり、右袖にWPSのエンブレムが付けられている。クラブのエンブレムはシャツの左胸部と、パンツの右裾に付けられている。
ゴールキーパー用ジャージはピンクだとされていたが、ユニフォームのお披露目にロリ・チャラプニーと共にモデルとして参加したホープ・ソロは、上下とも緑のフィールドプレーヤー用ユニフォーム姿で登場した。
PUMAが各クラブに提供したゲームシャツの一式には巻きスカートがオプションとして含まれていたが、セントルイスはシカゴ・レッド・スターズ･ワシントン・フリーダムと共にこのオプションを採用しなかった。

### 特別仕様のユニフォーム
2009年6月7日に行われた試合 （対戦相手: スカイ・ブルーFC） では、その翌週にセントルイスにて開催予定であったスーザン・G・コーメン・レース・フォー・ザ・キュア （Susan G. Komen Race for the Cure、乳癌撲滅のための寄付を募るために5000メートル競走やフィットネス・ウォーキングを行うチャリティレース） を記念して、セントルイスの選手たちは、シャツとストッキングは白、パンツはピンクのユニフォームを着用した。この試合では、試合球も白に緑のストライプ入りのボールに代わり、ピンクの陰影が2つ入ったものが用いられた。

## 選手

### 所属選手
2010年3月16日現在
注：選手の国籍表記はFIFAの定めた代表資格ルールに基づく。
| No. | Pos. |                | 選手名                   |
| --- | ---- | -------------- | ------------------------ |
| 1   | GK   | アメリカ合衆国 | ホープ・ソロ             |
| 2   | MF   | ブラジル       | エライーニ               |
| 3   | MF   | アメリカ合衆国 | キャロリン・ブランク     |
| 4   | MF   | アメリカ合衆国 | ケンドール・フレッチャー |
| 5   | MF   | アメリカ合衆国 | リンジー・タープリー     |
| 6   | MF   | 日本           | 宮間あや                 |
| 7   | MF   | アメリカ合衆国 | シャノン・ボックス       |
| 8   | DF   | アメリカ合衆国 | ティナ・エラートソン     |
| 9   | FW   | イングランド   | エニオラ・アルーコ       |
| 10  | MF   | ブラジル       | ダニエラ                 |
| 11  | FW   | アメリカ合衆国 | インディア・トロッター   |
| 12  | DF   | アメリカ合衆国 | エリーズ・ウェーバー     |

| No. | Pos. |                | 選手名                       |
| --- | ---- | -------------- | ---------------------------- |
| 13  | MF   | アメリカ合衆国 | サラ・ティーガーデン         |
| 15  | MF   | メキシコ       | ベロニカ・ペレス             |
| 17  | MF   | アメリカ合衆国 | ロリ・チャラプニー (主将)    |
| 18  | GK   | アメリカ合衆国 | アシュリン・ハリス           |
| 19  | FW   | スウェーデン   | マデライネ・エドルンド       |
| 20  | FW   | アメリカ合衆国 | クリスティーナ・ラーセン     |
| 22  | DF   | アメリカ合衆国 | サラ・ウェイジェンファー     |
| 23  | GK   | アメリカ合衆国 | ケイティ・ジョー・スピザック |
| 25  | MF   | アメリカ合衆国 | ティナ・ディマーティノ       |
| --  | MF   | アメリカ合衆国 | エリン・ウォルター           |
| --  | DF   | イングランド   | ケリー・ローレンス           |

### 在籍歴のある選手
- #2  FW ケリー・ハンクス (2009)
- #3  DF ステファニー・ログターマン (2009)
- #4  DF サラ・ラーション（英語版） (2009)
- #13  GK ジリアン・ロイデン (2009)
- #14  DF メリッサ・タンクレティ (2009)
- #15  FW アマンダ・シナッリ (2009)
- #19  DF ニキ・クロス (2009)
- #21  MF フランシエリ (2009)
- #21  FW サラ・ウォルシュ (2009)

## スタジアム
2009年のWPS開幕時はイリノイ州エドワーズヴィル (Edwardsville) にある南イリノイ大学エドワーズヴィル校キャンパス内にあるラルフ・コート・スタジアム (Ralph Korte Stadium) にてホームゲームを開催していた。
当初アスレティカは、コリンズヴィル・サッカー・コンプレックス内の観客席数18,500あるメインスタジアムを他のクラブと共に共有する事を希望していたが、SLSUのメジャーリーグサッカーでのクラブ運営権獲得が正式に決まるまでスタジアム建設を着工できなかったため、セントルイスは開幕初年度よりコリンズヴィルでホームゲームを開催することはできなかった。
ラルフ・コート・スタジアムは観客席数3,000席あるが、SLSUは屋外観客席を設け、5,000人が入場できるようにして、シカゴ・レッド・スターズとの2009年度開幕節を開催した。
6月よりホームスタジアムであるアンハイザー＝ブッシュ・センター (別名: サッカー・パーク) に移った。このスタジアムは2009年初頭に、ベルギーの企業であるアンハイザー・ブッシュ・インベブがSLSUに譲渡したものである。
2009年5月21日に年間チケット購入者に対して電子メールが送信され、6月7日開催のホームゲーム (対戦相手: スカイ・ブルーFC) が同会場で開催することが告知された。

### ホームスタジアム一覧
- ラルフ・コート・スタジアム - 2009年度の冒頭で使用。
- ロバート・R・ハーマン・スタジアム - セントルイス大学の敷地内に所在。2009年度より、いくつかの試合はこのスタジアムで開催されている。
- アンハイザー＝ブッシュ・センター - 2009年6月より使用。リーグ戦の殆どはこのスタジアムで開催される。2009 WPSオールスターゲームの会場にも用いられた。

## 成績

### 年度別成績
| 年度 | レギュラー シーズン | プレーオフ | Women's USOC |
| ---- | ------------------- | ---------- | ------------ |
| 2009 | 2位                 | 3位        | 出場せず     |
| 2010 |                     |            |              |

### 各種記録
プレーオフを含む
| 年度 | 勝 | 負 | 分 | 勝点 | 得点 | 失点 | ホーム | アウェー |
| ---- | -- | -- | -- | ---- | ---- | ---- | ------ | -------- |
| 2009 | 10 | 7  | 4  | 34   | 19   | 16   | 5-4-2  | 5-3-2    |
| 2010 |    |    |    |      |      |      |        |          |